# Undressed – Wer mit wem?
Undressed – Wer mit wem? war eine US-amerikanische Fernsehserie des Senders MTV, die von 1999 bis 2002 produziert wurde. Hierbei handelte es sich um eine sogenannte Anthologieserie (d. h. mit wechselnder Besetzung), die die Beziehungen (sowohl sexueller als auch romantischer Art) junger Leuten, zumeist von Schülern, Studenten und etwas über zwanzig Jahre alten, in der Gegend von Los Angeles verfolgte und dokumentierte. Die Serie war aufgrund ihrer Darstellung von promiskem jugendlichen Sex und insbesondere von schwulen und lesbischen Beziehungen umstritten.
Jede Staffel drehte sich um einige wiederkehrende Figuren, wobei sich eine einzelne Episode meist auf etwa zwei oder drei bestimmte Figuren konzentriert, indem die einzelnen Handlungsstränge sich überschneiden.

## Besetzung
(nur eine Auswahl)

### 1. Staffel
- Bree Turner als Tina (17 Folgen)
- Sarah Lancaster als Liz, Tinas Schwester (13 Folgen)
- Marc Blucas als Billy

### 2. Staffel
- Eddie Ebell als Jamie (16 Folgen)
- Lackey Bevis als Vanessa, Jamies Freundin (15 Folgen)
- Chad Michael Murray als Dan
- J. August Richards als Bryce
- Geoff Stults als Dale

### 3. Staffel
- Brandon Davis als Michael (12 Folgen)
- Monica Serene Garinch als Susie (11 Folgen)
- Ryan Carlberg als Kurt (11 Folgen)
- Adam Brody als Lucas
- Teal Redmann als Abby
- Jason Ritter als Allan
- Ryan Slater als Sid
- John Srednicki als Hal

### 4. Staffel
- Beth Riesgraf als Loretta
- Alisan Porter als Belinda

### 5. Staffel
- Autumn Reeser als Erica
- Jennifer Tisdale als Betsy
- Ryan Slattery als Dan

### 6. Staffel
- Victoria Sanchez als Frannie
- Jessica Welch als Lisa

## Auszeichnungen
- Die Serie gewann 2003 einen GLAAD Media Award in der Kategorie Outstanding Daily Drama.
- 2000 und 2001 war sie bereits für einen solchen Awards jeweils in der Kategorie Outstanding TV Drama Series nominiert.
- Zudem war Brian Bulman 2000 und 2001 für einen Golden Reel Award in der Kategorie Best Sound Editing – Television Episodic – Music bzw. Best Sound Editing in Television – Music, Episodic Live Action.